# Neoserolis inermis
Neoserolis inermis là một loài chân đều trong họ Serolidae. Loài này được Moreira miêu tả khoa học năm 1974.